# Bromley, Kentucky
Bromley är en ort i Kenton County, Kentucky, USA. År 2000 hade orten 838 invånare. Den har enligt United States Census Bureau en area på 1,1 km², varav 0,3 km² är vatten.